# Studencka Poradnia Prawna Uniwersytetu SWPS
Uzasadnienie: zbyt szczegółowe, wystarczy wzmianka w art. o uczelni
Studencka Poradnia Prawna Uniwersytetu SWPS – centrum dydaktyczne Wydziału Prawa Uniwersytetu SWPS w Warszawie, w ramach którego studenci prawa udzielają bezpłatnych porad prawnych. Prace odbywają się pod nadzorem opiekunów – doktorów nauk prawnych, adwokatów i radców prawnych z Wydziału Prawa w Warszawie.
W ramach Studenckiej Poradni Prawnej działają cztery sekcje przedmiotowe: Sekcja prawa pracy, Sekcja wsparcia biznesu start-up, Sekcja wsparcia cudzoziemców oraz Sekcja prawa cywilnego.

## Działalność
W Studenckiej Poradni Prawnej studenci prawa udzielają porad prawnych osobom, których sytuacja materialna nie pozwala na skorzystanie z pomocy adwokata lub radcy prawnego. Poradnia prowadzi działalność pro publico bono.
Z usług SPP mogą korzystać: osoby fizyczne, przedsiębiorcy lub organizacje społeczne, które zgłaszają się z problemem prawnym objętym zakresem swojej działalności statutowej, zaś w sprawie będącej przedmiotem udzielanej porady nie korzystały z usług profesjonalisty. Od marca 2022 r. Poradnia udziela nieodpłatnego wsparcia prawnego osobom przybywającym do Polski z Ukrainy.
Studenci uczestniczący w pracach Studenckiej Poradni Prawnej zobowiązani są do zachowania w tajemnicy wszystkich informacji, które uzyskali podczas wykonywania czynności w Studenckiej Poradni Prawnej w ramach udzielanych porad prawnych; bieżącego informowania klienta o stanie jego sprawy i podjętych czynnościach; sumiennego i terminowego wykonywania zadań związanych z pracą w SPP.

## Nagrody i wyróżnienia
W rankingu studenckich klinik prawa „Rzeczpospolitej” oraz Fundacji Uniwersyteckich Poradni Prawnych:
- 2019 – 2. miejsce
- 2020 – 2. miejsce
- 2021 – 1. miejsce
- 2022 – 1. miejsce

## Siedziba
Wydział mieści się w gmachu dawnej Fabryki Aparatów Elektrycznych Kazimierz Szpotańskiego przy ul. Chodakowskiej 19/31 na Kamionku.